# Tornimäe
Koordinaten: 58° 30′ N, 23° 7′ O

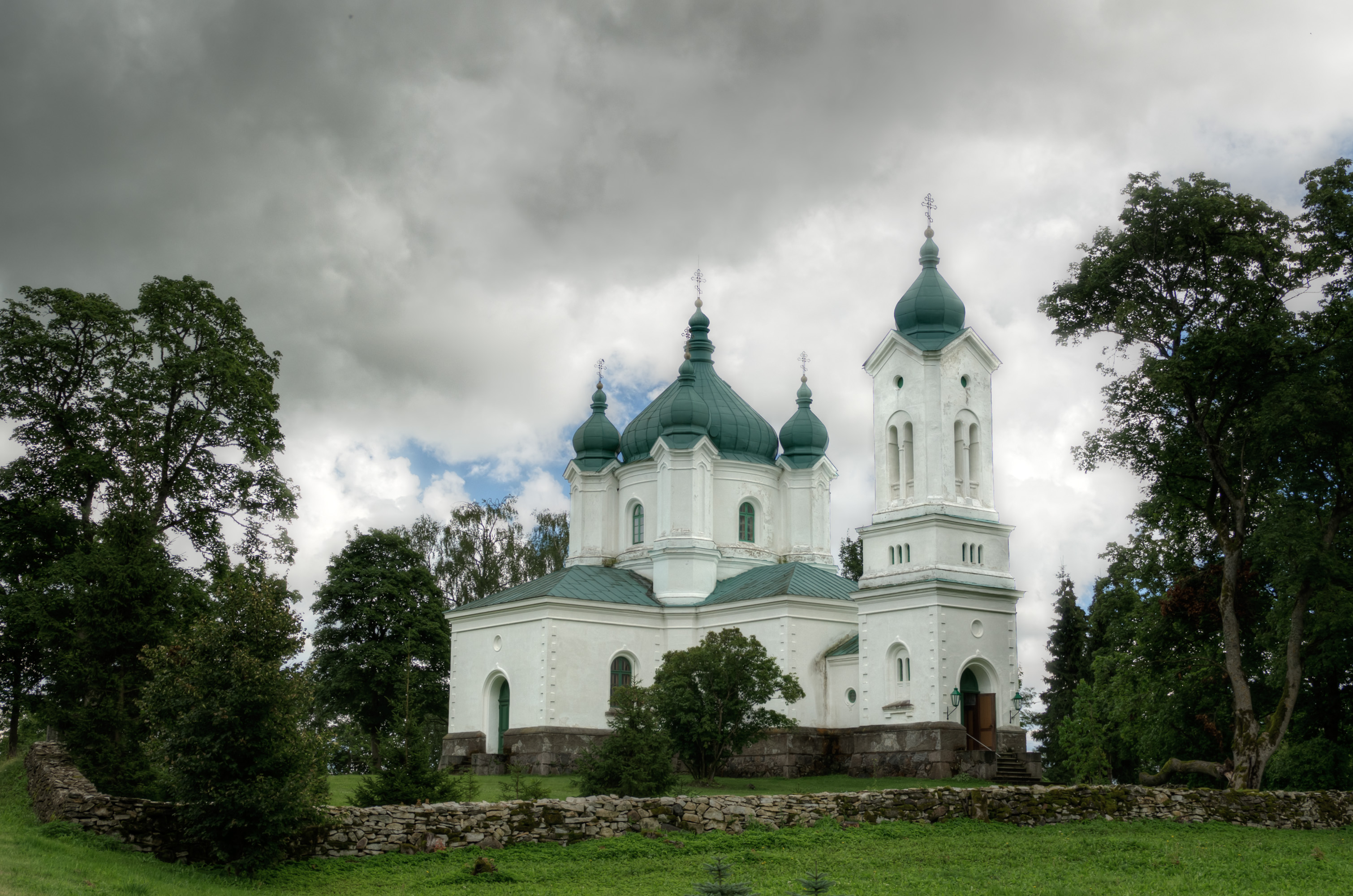
Orthodoxe Kirche

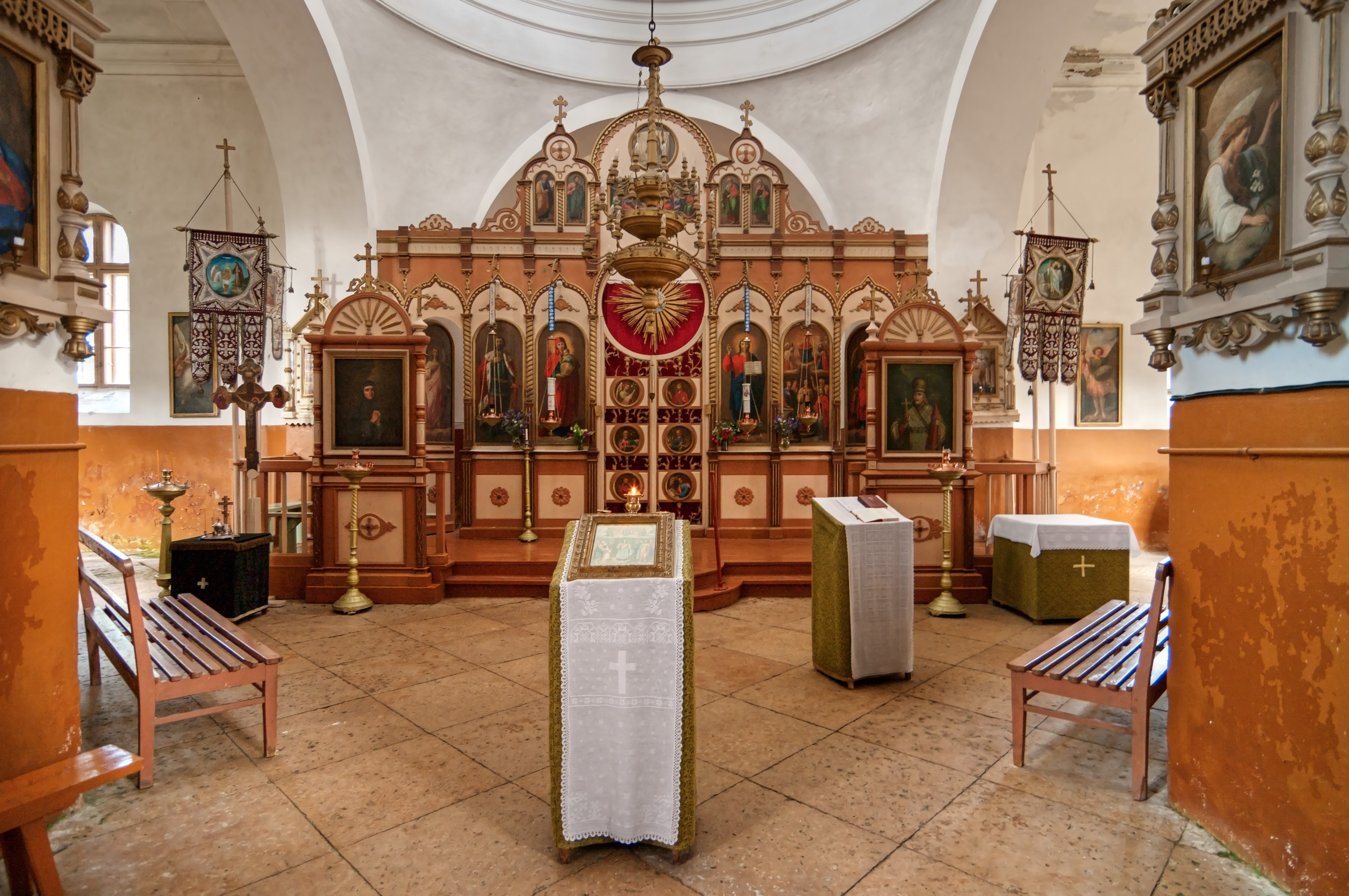
Blick auf die Ikonostase

Tornimäe (deutsch Tornimäggi) ist ein Dorf (estnisch küla) in der Landgemeinde Saaremaa im Kreis Saare auf der größten estnischen Insel Saaremaa. Bis 2017 war Tornimäe der Hauptort der Landgemeinde Pöide.

## Beschreibung
Das Dorf hat 69 Einwohner (Stand 31. Dezember 2011). Es liegt etwa zwei Kilometer von der Ostsee-Küste entfernt.
Der Ort beherbergt eine Bücherei, einen Kindergarten und ein Volkshaus. Die Grundschule von Tornimäe wurde 1854 als Kirchspielschule gegründet.

## Prähistorische Siedlung
Bei Tornimäe haben Archäologen eine befestigte Siedlung aus vorchristlicher Zeit nachgewiesen. Sie diente vermutlich dem Schutz der Winterwege auf das estnische Festland. Die frühesten Funde stammen aus dem 7. oder 8. Jahrhundert nach Christus.

## Orthodoxe Kirche
Die orthodoxe Kirchengemeinde des Ortes wurde in den 1840er Jahren ins Leben gerufen. Sie untersteht heute der Estnischen Apostolisch-Orthodoxe Kirche (Eesti Apostlik-Õigeusu Kirik).
Die „Jungfrau Mariä-Schutz-Kirche“ von Tornimäe (Neitsi Maarja Kaitsmise kirik) wurde 1873 auf einer Anhöhe im Zentrum des Ortes errichtet. Sie wurde nach einem verbreiteten Typenprojekt des Rigaer Architekten Georg Schell ausgeführt. Ihre fünf Kuppeln symbolisieren Christus und die vier Evangelisten. Ungewöhnlich ist der an die Fassade angefügte hohe Glockenturm.
1944 wurde das Gotteshaus durch die Kämpfe des Zweiten Weltkriegs stark in Mitleidenschaft gezogen, dann aber von der Kirchengemeinde wiederaufgebaut.
Die Ikonostase stammt aus dem 19. Jahrhundert. Im Mittelpunkt steht vor allem die Darstellung der Szene, auf die sich der Name der Kirche bezieht: Christus, die Jungfrau Maria und die Erzengel Michael und Gabriel eilen der im 10. Jahrhundert von Muslimen belagerten Stadt Konstantinopel zu Hilfe, woraufhin sich die Feinde ohne Blutvergießen zurückziehen.